# 17046 Kenway
17046 Kenway este un asteroid din centura principală de asteroizi.

## Descriere
17046 Kenway este un asteroid din centura principală de asteroizi. A fost descoperit pe 19 martie 1999 la Socorro, New Mexico, în cadrul proiectului LINEAR. Asteroidul prezintă o orbită caracterizată de o semiaxă mare de 3,15 ua, o excentricitate de 0,17 și o înclinație de 0,5° în raport cu ecliptica.